# Ясу
Ясу (яп. 野洲市, ясу-сі ) — місто в Японії, у східній частині префектури Сіґа. Засноване 1 жовтня 2004 року шляхом об'єднання таких населених пунктів:
- містечка Ясу повіту Ясу (野洲郡野洲町、),
- села Тюдзу (中主町).

Місто Ясу відоме синтоїстським святилищами Мікамі дзіндзя (御上神社) і Осасахара дзіндзя (大笹原神社), які занесені до списку Національних скарбів Японії.